# Amblydromalus swaga
Amblydromalus swaga är en spindeldjursart som först beskrevs av Pritchard och Baker 1962.  Amblydromalus swaga ingår i släktet Amblydromalus och familjen Phytoseiidae. Inga underarter finns listade i Catalogue of Life.